# Brandon Heath
Brandon Heath (ur. 1 marca 1984 w Los Angeles) – amerykański koszykarz, występujący na pozycji rozgrywającego.
16 września 2015 podpisał umowę z zespołem Śląska Wrocław. Klub zwolnił go 15 grudnia. 27 grudnia zawarł po raz kolejny w karierze kontrakt z cypryjskim Apoelem Nikozja.
W trakcie swojej kariery zaliczył także występy w letniej lidze NBA, reprezentując w niej Seattle Supersonics (2007), Los Angeles Clippers (2008), New Jersey Nets (2010).

## Osiągnięcia
Na podstawie, o ile nie zaznaczono inaczej.
NCAA
- Zawodnik roku konferencji Mountain West (2006)[7]
- Wybrany do:
  - I składu:
    - Mountain West (2006, 2007)
    - turnieju Mountain West (2006)

  - II składu Mountain West (2005)
- Lider konferencji Mountain West w:
  - punktach (607 – 2006)
  - średniej punktów (18,4 – 2006)
  - przechwytach (2005)[8]
  - skuteczności rzutów:
    - wolnych (2006)
    - za 3 punkty (2006)

  - celnych:
    - (204) i oddanych (481) rzutach z gry (2006)
    - (98) i oddanych (240) rzutach za 3 punkty (2006)

Drużynowe
- Mistrz:
  - Ligi Bałkańskiej (2014)
  - Bułgarii (2011–2014)
  - Cypru (2010)
- 4-krotny zdobywca pucharu Bułgarii (2011–2014)

Indywidualne
- Uczestnik meczu gwiazd ligi bułgarskiej (2011, 2012)